# Leptomenes simillimus
Leptomenes simillimus är en stekelart som beskrevs av Giordani Soika. Leptomenes simillimus ingår i släktet Leptomenes och familjen Eumenidae. Inga underarter finns listade i Catalogue of Life.